# Jaszcz (województwo kujawsko-pomorskie)
Jaszcz – wieś kociewska w Polsce położona w województwie kujawsko-pomorskim, w powiecie świeckim, w gminie Osie w pobliżu trasy linii kolejowej Laskowice Pomorskie – Szlachta – Czersk (stacja kolejowa PKP Kwiatki) i na obrzeżu Wdeckiego Parku Krajobrazowego.

## Historia
W drugiej połowie XVII wieku wieś była własnością Adama Pląskowskiego.
W latach 1975–1998 miejscowość administracyjnie należała do województwa bydgoskiego.

## Zabytki
We wsi Jaszcz zachował się zespół dworsko–parkowy składający się z murowanego, neoklasycystycznego dworu z połowy XIX w., przebudowanego w 1934 roku i położonego w części na stoku wzniesienia parku krajobrazowego z 1. połowy XIX w. o powierzchni 1,03 ha i murowanego zespołu folwarcznego (owczarnia z 1909 r., stajnia i spichlerz z początku XX w., gorzelnia z 1904 r. i kuźnia, obecnie warsztaty, z 1930 r.). Oprócz niego w Jaszczu znajduje się budynek szkoły z 1812 roku, 2 stanowiska archeologiczne z okresu halsztackiego, 3 z okresu rzymskiego i 4 z okresu późnośredniowiecznego. Zlokalizowane jest tutaj ujęcie wody pitnej.
W parku dworskim rosną drzewa uznane za grupowy pomnik przyrody:
- 3 lipy drobnolistne o obwodach 327, 345, 372 cm
- 2 dęby szypułkowe o obwodach 318 i 363 cm
- 2 dęby szypułkowe odmiany stożkowej o obwodach 180 i 203 cm
- żywotnik olbrzymi o obwodzie 143 cm.

Na terenie miejscowości jest usytuowany nieczynny cmentarz ewangelicki
.